# حاشد
آل حاشد (عربی: حاشد‎) یک کنفدراسیون قبیله‌ای در یمن است که دومین یا سومین قبیله بزرگ یمنی است. اما عموماً به عنوان قوی‌ترین و تأثیرگذارترین آن‌ها شناخته می‌شود. بر اساس شجره نامه‌های قرون وسطایی یمانی، حشد و بکیل پسران جاشم بن جبران بن نوف بن طوبعه بن زید بن عمرو بن همدان بودند. قبایل عضو کنفدراسیون حاشد عمدتاً در کوه‌های شمال و شمال غرب کشور یافت می‌شوند.
در زمان‌های اخیر، کنفدراسیون حاشد برای چندین دهه توسط طایفه قدرتمند ابوشاورب رهبری می‌شد. نفوذ این قبیله بر اساس اتحاد با رئیس‌جمهور سابق علی عبدالله صالح بود که برای به دست گرفتن قدرت در سال ۱۹۷۸ بر ائتلافی به رهبری برجسته‌ترین رهبر کنفدراسیون‌های قبیله‌ای حاشد، شیخ عبدالله بن حسین الاحمر، تکیه کرد. شیخ عبدالله تا زمان مرگش در ۲۹ دسامبر ۲۰۰۷ به عنوان رئیس پارلمان خدمت می‌کرد و دومین فرد قدرتمند یمن پس از رئیس‌جمهور صالح به حساب می‌آمد.
پس از مرگ شیخ عبدالله، پسرش صادق رهبری کنفدراسیون را به ارث برد و پسران دیگر حمید الاحمر، تاجر برجسته و رهبر اپوزیسیون یمن در اخوان المسلمین، و هیمیار الاحمر، معاون سابق پارلمان، اعضای با نفوذ شدند. با آغاز بهار عربی، این رهبری جدید قبیله ای در کنار معترضان قرار گرفت و شورش حاشد را به راه انداخت که نقش اساسی در انقلاب علیه رئیس‌جمهور علی عبدالله صالح در ماه مه ۲۰۱۱ ایفا کرد و در نبرد صنعا و اعتراضات گسترده به اوج خود رسید که در نهایت رئیس‌جمهور صالح را مجبور کرد در فوریه ۲۰۱۲ پس از ۳۳ سال، از قدرت کناره‌گیری کند. با این حال، شکاف حاصل بین طایفه الاحمر و صالح - که وفاداری برخی از قبایل حاشد را حفظ کرده - منجر به اختلافات در کنفدراسیون حاشد شد. این امر، همراه با تعلیق حمایت مالی عربستان سعودی به دلیل ادامه ائتلاف الاحمر با اخوان المسلمین، به شکست آنها در درگیری متعاقب با حوثی‌ها انجامید و منجر به از دست رفتن رهبری حاشد بر بسیاری از قبایل شد. (بنی صوریم، عصیمات، اوزر و…) و آن قبایل به توافق صلح دست یافتند یا در کنار شورشیان قرار گرفتند.